# Bahnhof Berlin Attilastraße
Der Bahnhof Attilastraße ist ein Bahnhof der S-Bahn in Berlin. Er wurde 1895 unter dem Namen Mariendorf eröffnet und 1939 elektrifiziert. Im Jahr 1992 erhielt er seinen heutigen Namen.

## Lage
Er lag ursprünglich in der Gemeinde Mariendorf knapp zwei Kilometer nordwestlich des Ortskerns. 1920 kamen Mariendorf und das Gebiet um den Haltepunkt zum Berliner Bezirk Tempelhof (seit 2001 Bezirk Tempelhof-Schöneberg). Die Ortslage Südende westlich des Bahnhofs wurde jedoch dem Bezirk Steglitz (seit 2001 Bezirk Steglitz-Zehlendorf) zugeordnet. Die Bezirksgrenze führt unmittelbar westlich am Bahnhof vorbei.

## Geschichte
In der Nähe des heutigen Bahnhofs befand sich die Signalstation Marienhöfe, an der Anfang 1891 Weichenverbindungen von der Bahnstrecke Berlin–Dresden und der Militäreisenbahn zum neugebauten Rangierbahnhof Tempelhof eingerichtet wurden. Diese wurde später als Abzweig Berlin-Mariendorf bezeichnet.
Am 15. Februar 1895 wurde die Haltestelle Mariendorf an der Kreuzung der Dresdener Bahn mit der Chaussee von Lankwitz nach Tempelhof eröffnet. Sie ersetzte den seit 1875 bestehenden Haltepunkt Südende B. D. (die Abkürzung steht für Berlin und Dresden, im Unterschied zum gleichnamigen Haltepunkt an der Anhalter Bahn). Die ursprünglichen Anlagen waren sehr einfach ausgeprägt. Im nördlichen Bahnhofsteil gab es eine Weiche, von der an die in Richtung Berlin eingleisige Strecke bis Zossen zweigleisig wurde. Parallel dazu verlief das Gleis der Militäreisenbahn, das den Bahnhof jedoch nicht berührte. Seine heutige Gestalt bekam er in den Jahren 1910 bis 1914 nach der Hochlegung der Strecke. 1939 wurden die Gleise für den S-Bahn-Betrieb elektrifiziert.
Im Jahr 1945 wurden die Brücken über den Teltowkanal von deutschen Truppen zerstört. Nach dem Krieg wurde die Brücke der Dresdener Bahn durch eine hölzerne Notbrücke ersetzt, die im Sommer 1947 abbrannte. Für einige Wochen mussten die Fahrgäste von einem provisorischen Bahnsteig am Südufer des Kanals zu Fuß zum Bahnhof Mariendorf gehen.
Am 31. März 1992 wurde der Haltepunkt in Attilastraße umbenannt.
Bis Dezember 2013 sollte der Bahnhof für den barrierefreien Zugang mit einem Aufzug ausgerüstet werden. Die Eröffnung war dann für Juli 2014 geplant, erfolgte aber erst im September 2014.
Das östlich des S-Bahnsteigs gelegene und im Jahr 1926 errichtete Stellwerksgebäude Tfd wurde im Zuge des Ausbaus der Dresdener Bahn im März 2017 abgerissen. Dort mündete das aus Tempelhof kommende Verbindungsgleis in die Dresdener Bahn.
Am 3. April 2018 ging das Elektronische Stellwerk Marienfelde in Betrieb, dieses steuert auch die Gleisanlagen im Bahnhof (vormals: Haltepunkt) Attilastraße. Die südlich gelegene eigenständige Abzweigstelle Mariendorf (Abzw BMD), an der das Güterzuggleis aus Tempelhof einmündete, ist in diesem Zuge aufgelassen worden. Gleichzeitig ging das neue Zugbeeinflussungssystem S-Bahn Berlin (ZBS) in Betrieb.

## Anlagen

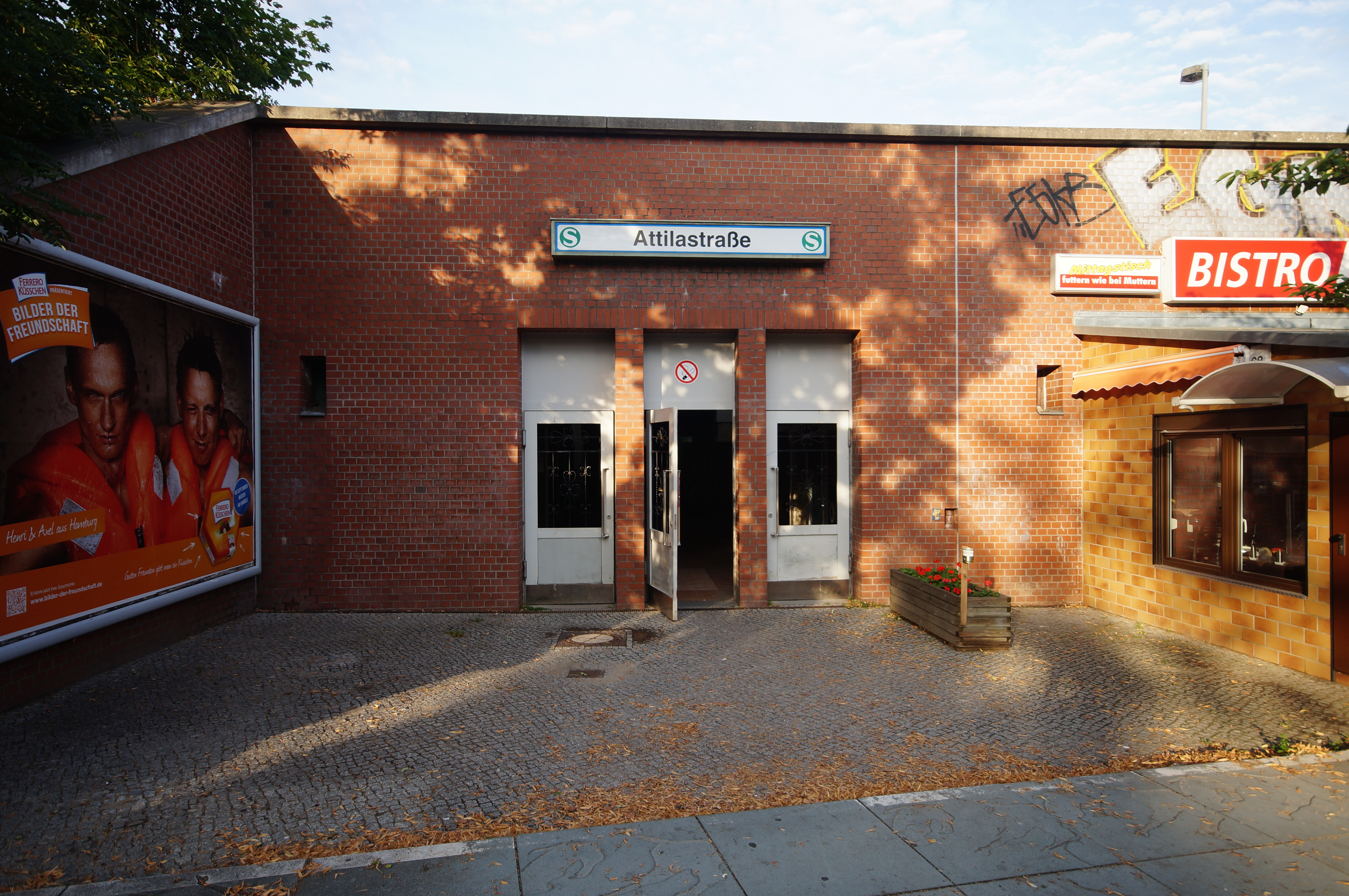
Der westliche Eingang des Bahnhofs

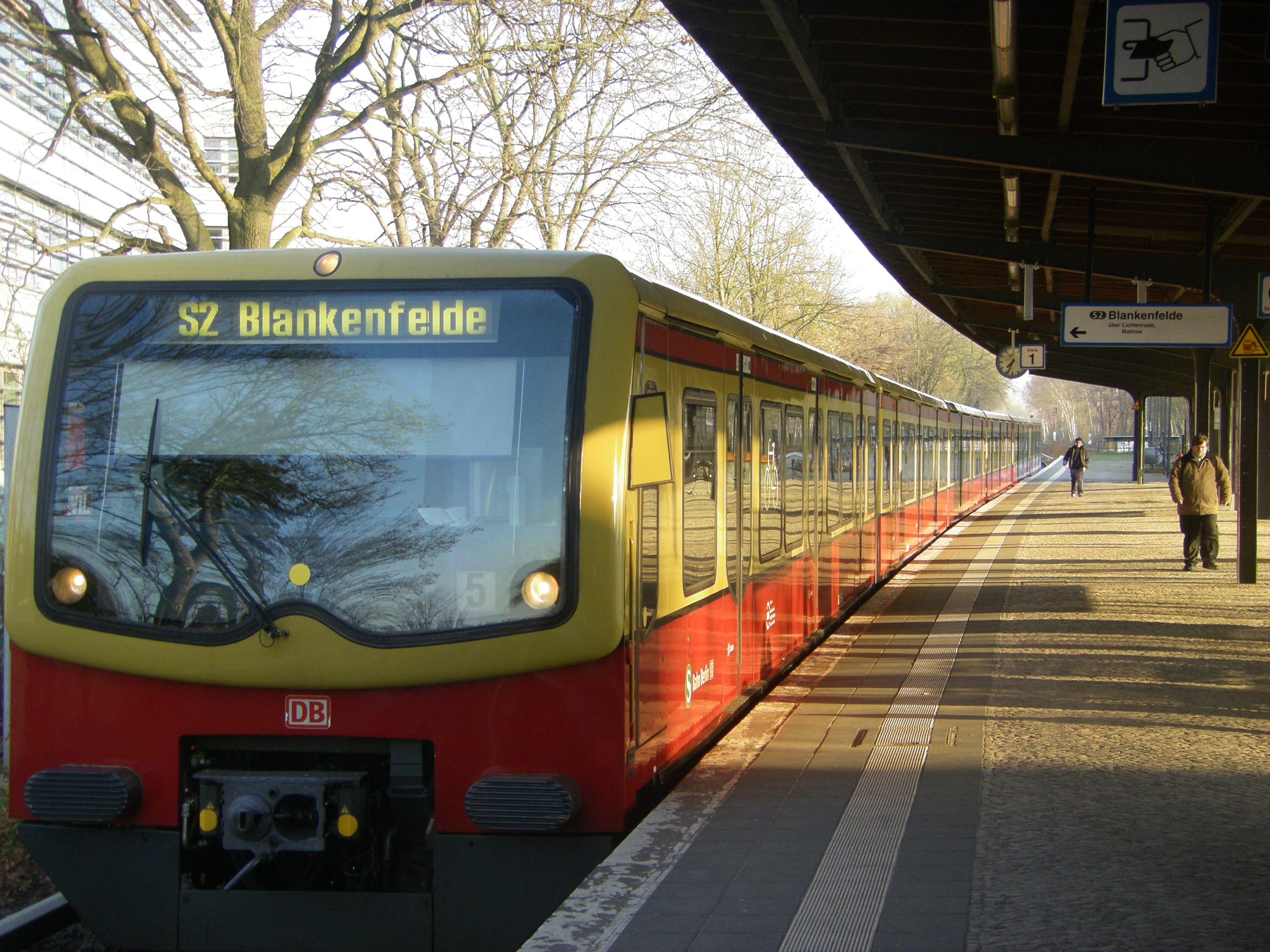
Zug der Linie S2 nach Blankenfelde im Bahnhof Attilastraße

Der Bahnhof im Stil der beginnenden Moderne besteht aus einem Mittelbahnsteig in Dammlage und einem Zugang am südlichen Bahnsteigende. Die Schalterhalle ist im Widerlager der Straßenbrücke über die Attilastraße eingerichtet worden.
Im Bahnhofsbereich verläuft östlich der S-Bahn-Gleise ein weiteres Gleis, das für den Güterverkehr genutzt wird. Es vereinigt sich südlich des Bahnsteigs mit den S-Bahn-Gleisen. Die Bahnsteighäuschen wurden 1979 entfernt und durch einen neuen Dienstraum am Treppenaufgang ersetzt.

## Verkehr
Der S-Bahnhof wird von der Linie S2 der Berliner S-Bahn bedient. Die Züge nach Lichtenrade und Buch fahren im  10-Minuten-Takt, nach Blankenfelde und Bernau im 20-Minuten-Takt. Es bestehen Umsteigemöglichkeiten zu den Buslinien 184 und 282 der BVG.
| Linie | Verlauf | Takt |
| ----- | --- | ---- |
|       | Bernau – Bernau-Friedenstal – Zepernick – Röntgental – Buch – Karow – Blankenburg – Pankow-Heinersdorf – Pankow – Bornholmer Straße – Gesundbrunnen – Humboldthain – Nordbahnhof – Oranienburger Straße – Friedrichstraße – Brandenburger Tor – Potsdamer Platz – Anhalter Bahnhof – Yorckstraße – Südkreuz – Priesterweg – Attilastraße – Marienfelde – Buckower Chaussee – Schichauweg – Lichtenrade – Mahlow – Blankenfelde \|\| 10 min |      |